# Davide Zanotti
Pour les articles homonymes, voir Zanotti.
Davide Zanotti, né à Bologne en 1733 et mort en 1808 dans la même ville, est un peintre italien de Quadratura.

## Biographie
Davide Zanotti naît en 1733 à Bologne et se spécialise dans la peinture de Quadratura.
Il achète une maison en 1783 sur la rue Borgo di San Pietro et y meurt en 1808.

## Œuvres
L'œuvre de Zanotti était réputé pour ses couleurs et son imagination.
Il décore au Palazzo Hercolani deux salles à la chinoise de fresques mythologiques avec Vincenzo Armani,. Il a aussi peint les chambres du Palazzo Tacconi à Bologne et les décorations sur la voûte de l'oratoire San Rocco.
Davide Zanotti a aussi décoré l'intérieur de la petite église del Santissimo Nome di Maria.